# Estación de Rothenthurm
La estación de Rothenthurm es una estación ferroviaria de la comuna suiza de Rothenthurm, en el Cantón de Schwyz.

## Historia y ubicación
La estación se encuentra ubicada en el centro del núcleo urbano de Rothenthurm. Fue inaugurada en 1891 con la apertura de la línea férrea Pfäffikon SZ - Arth-Goldau. Cuenta con un andén central y otro lateral a los que acceden dos vías pasantes, y además también existe una vía muerta.
En términos ferroviarios, la estación se sitúa en la línea Pfäffikon SZ - Arth-Goldau. Sus dependencias ferroviarias colaterales son la estación de Altmatt hacia Pfäffikon SZ y la estación de Biberegg en dirección Arth-Goldau.

## Servicios ferroviarios
Los servicios ferroviarios de esta estación están prestados por SOB (SüdOstBahn):

### S-Bahn
S-Bahn Zug
En la estación efectúan parada trenes de una de las líneas que forman la red de cercanías S-Bahn Zug, que junto la red S-Bahn Lucerna, conforman una gran red de cercanías en el centro de Suiza.
- S 31: Arth-Goldau – Rothenthurm – Biberbrugg